# Fukuchilit
Fukuchilit ist ein sehr selten vorkommendes Mineral aus der Mineralklasse der „Sulfide und Sulfosalze“ mit der chemischen Zusammensetzung Cu3FeS8 und damit chemisch gesehen Kupfer-Eisen-Sulfid.
Fukuchilit kristallisiert im kubischen Kristallsystem, konnte bisher aber nur in Form gleichmäßiger, fast eutektischer Verwachsung mit Pyrit und Covellin mit Korngrößen von weniger als einem Mikrometer gefunden werden. Das Mineral ist in jeder Form undurchsichtig (opak) und zeigt auf den Oberflächen der grauen bis dunkelbräunlichgrauen Körner einen halbmetallischen Glanz. Im Auflichtmikroskop kann Fukuchilit auf polierten Flächen auch rosabraun erscheinen, dessen Farbton mit Bornit vergleichbar ist. Seine Strichfarbe ist allerdings ebenfalls grau.

## Etymologie und Geschichte
Entdeckt wurde Fukuchilit erstmals in der ehemaligen Pyrit-Grube Hanawa bei Kazuno in der Präfektur Akita auf der japanischen Insel Honshū. Die Analyse und Erstbeschreibung erfolgte durch Yoshimichi Kajiwara, der das Mineral nach dem  japanischen Geologen Nobuyo Fukuchi (japanisch: 福地 信世; 1877–1934) benannte. Dieser hatte viele Erzvorkommen vom Kuroko-Typ untersucht, zu der auch die Grube Hanawa gehörte.
Seine Untersuchungsergebnisse und den gewählten Namen reichte Kajiwara 1967 zur Prüfung bei der International Mineralogical Association ein (interne Eingangs-Nr. der IMA: 1967-009), die den Fukuchilit als eigenständige Mineralart anerkannte. Die Publikation der Erstbeschreibung folgte zwei Jahre später im englischsprachigen Fachmagazin Mineralogical Journal und wurde 1970 mit der Publikation der New Mineral Names im American Mineralogist nochmals bestätigt.
Das Typmaterial des Minerals wird im Nationalmuseum der Naturwissenschaften (NSM) in Tokio unter der Sammlungs-Nr. M15937 und im National Museum of Natural History (NMNH) in Washington, D.C. unter der Sammlungs-Nr. 135971 aufbewahrt.

## Klassifikation
In der veralteten 8. Auflage der Mineralsystematik nach Strunz ist Fukuchilit noch nicht verzeichnet. Einzig im Lapis-Mineralienverzeichnis nach Stefan Weiß, das sich aus Rücksicht auf private Sammler und institutionelle Sammlungen noch nach dieser alten Form der Systematik von Karl Hugo Strunz richtet, erhielt das Mineral die System- und Mineral-Nr. II/D.17-10. In der „Lapis-Systematik“ entspricht dies der Klasse der „Sulfide und Sulfosalze“ und dort der Abteilung „Sulfide mit [dem Stoffmengenverhältnis] Metall : S,Se,Te < 1 : 1“, wo Fukuchilit zusammen mit Aurostibit, Erlichmanit, Cattierit, Changchengit, Dzharkenit, Geversit, Hauerit, Insizwait, Kruťait, Laurit, Maslovit, Mayingit, Michenerit, Padmait, Penroseit, Pyrit, Sperrylith, Testibiopalladit, Trogtalit, Vaesit und Villamanínit die „Pyrit-Gruppe“ bildet (Stand 2018).
Die seit 2001 gültige und von der IMA zuletzt 2009 aktualisierte 9. Auflage der Strunz’schen Mineralsystematik ordnet den Fukuchilit dagegen in die Abteilung der „Metallsulfide mit M : S ≤ 1 : 2“ ein. Diese ist weiter unterteilt nach dem genauen Stoffmengenverhältnis und den in der Verbindung vorherrschenden Metallen, so dass das Mineral entsprechend seiner Zusammensetzung in der Unterabteilung „M : S = 1 : 2, mit Fe, Co, Ni, PGE usw.“ zu finden ist, wo es zusammen mit Aurostibit, Cattierit, Dzharkenit, Erlichmanit, Gaotaiit, Geversit, Hauerit, Insizwait, Iridisit, Kruťait, Laurit, Penroseit, Pyrit, Sperrylith, Trogtalit, Vaesit und Villamanínit die „Pyritgruppe“ mit der System-Nr. 2.EB.05a bildet.
Auch die vorwiegend im englischen Sprachraum gebräuchliche Systematik der Minerale nach Dana ordnet den Fukuchilit in die Klasse der „Sulfide und Sulfosalze“ und dort in die Abteilung der „Sulfidminerale“ ein. Hier ist er ebenfalls in der „Pyritgruppe (Isometrisch: Pa3)“ mit der System-Nr. 02.12.01 innerhalb der Unterabteilung „Sulfide – einschließlich Seleniden und Telluriden – mit der Zusammensetzung AmBnXp, mit (m+n) : p = 1 : 2“ zu finden.

## Chemismus
In der (theoretisch) idealen, das heißt stoffreinen Zusammensetzung von Fukuchilit (Cu3FeS8) besteht das Mineral aus drei Kupfer- (Cu), einem Eisen- und acht Schwefelatomen. Dies entspricht einem Massenanteil (Gewichts-%) von 37,90 Gew.% Cu, 11,10 Gew.% Fe und 51,00 Gew.% S.
Die Mikrosondenanalyse an 5 Mineralproben unter Verwendung von Kupfer und Eisen als Standards ergaben dagegen Gehalte von 38,4 bis 39,1 Gew.% Cu und 11,0 bis 11,5 Gew.% Fe. Weitere Mikrosondenanalysen unter Verwendung von analysiertem Chalkopyrit als Standard ergaben von 37,9 bis 40,6 Gew.% Cu, 10,5 bis 12,9 Gew.% Fe und 49,2 bis 53,3 Gew.% S. Zudem ergaben chemische Analysen an Mineral-Aggregaten mit hauptsächlich Pyrit, Fukuchilit und Covellin ein Stoffmengenverhältnis von Kupfer zu Eisen von nahezu 3, während das Verhältnis von  (Cu+Fe) : S in einem Bereich von 1,7 bis 2,1 schwankt. Bei der angegebenen Idealformel ist es daher möglich, dass eine Schwefeluntersättigung vorliegt.

## Kristallstruktur
Fukuchilit kristallisiert in der kubischen Raumgruppe Pa3 (Raumgruppen-Nr. 205) mit dem Gitterparameter a = 5,585(3) Å bei einer Formeleinheit pro Elementarzelle.
| Kristallstruktur von Fukuchilit |
| - mit Blickrichtung parallel zur a-Achse - mit Blickrichtung parallel zur b-Achse - mit Blickrichtung parallel zur c-Achse - in der kristallographischen Standardausrichtung - räumliche Darstellung zentriert nach den drei Raumdiagonalen |
| Farbtabelle: _ Cu 0 _ Fe 0 _ S |

## Bildung und Fundorte
Fukuchilit bildete sich in einem Erzkörper aus Gips-Anhydrit, dessen Zwischenräume mit kleinen Massen aus Baryt, Covellin und Pyrit gefüllt sind.
Außer an seiner Typlokalität, der Pyrit-Grube Hanawa bei Kazuno, fand sich das Mineral in Japan noch in der zugehörigen Lagerstätte Motoyama und in der ebenfalls zur Präfektur Akita gehörenden Sulfid-Grube Kosaka nahe der gleichnamigen Gemeinde sowie in der ebenfalls Hanawa genannten Grube bei Tayama nahe der Stadt Hachimantai in der Präfektur Iwate.
In Europa konnte Fukuchilit bisher nur in der Kupfer- und Cobalterz-Grube Fanny in der französischen Gemeinde Kruth (Département Haut-Rhin, Grand Est) und in der alten Blei-Grube Su Elzu bei Ozieri in der italienischen Provinz Sassari auf Sardinien gefunden werden.
Des Weiteren kennt man Fukuchilit noch in China, Kanada, Nigeria, Papua-Neuguinea und Zypern.